# Vườn quốc gia Saikai
Vườn quốc gia Saikai (西海国立公园 Tây Hải quốc lập công viên, Saikai Kokuritsu Koen ?) là một vườn quốc gia biển nằm ở tỉnh Nagasaki, Tây Bắc đảo Kyūshū, Nhật Bản. Nó bao gồm các khu vực ven biển của bán đảo Matsuura mở rộng về phía bắc từ thành phố cảng Sasebo, cùng với quần đảo Kujūku với hơn 200 hòn đảo ở phía tây, bán đảo Hirado, và bờ biển từ quần đảo Goto đến phía tây.

## Lịch sử
hững nỗ lực để thành lập Vườn Quốc gia Saikai bắt đầu vào năm 1949, theo sáng kiến của thị trưởng thành phố Sasebo sau đó, Masasuke Nagata. Khu vực vườn quốc gia hiện nay chủ yếu nằm trong vùng lãnh thổ cũ của huyện Hải quân Sasebo của Hải quân Đế quốc Nhật Bản, và được coi là một khu vực chiến lược nghiêm cấm nhiếp ảnh. Sau khi Nhật Bản đầu hàng, quân đội Nhật Bản bị giải thể. Thị trưởng Nagata thấy tiềm năng của ngành du lịch, qua đó thúc đẩy nền kinh tế địa phương và kiến nghị với Quốc hội Nhật Bản. Nhờ sự hỗ trợ bởi các nghiên cứu được thực hiện bởi Đại học Tokyo, Đại học Kyoto, Đại học Nagasaki và một chiến dịch quảng cáo được thực hiện bởi báo Mainichi Shimbun thì cuối cùng chiến dịch cũng đã thành công. Vườn Quốc gia Sakai được thành lập ngày 16 tháng 3 năm 1955, trở thành vườn quốc gia thứ 18 của Nhật Bản.

## Địa lý và địa chất
Vườn quốc gia bao gồm hơn 400 hòn đảo lớn nhỏ, trong đó có Hirado, quần đảo Kujukushima và quần đảo Goto. Hirado còn giữ lại được di tích lịch sử cổng thành xưa của nó. Quần đảo Goto có cửa hút gió và những vách đá cao cũng như sự hình thành núi lửa cổ xưa.

## Động thực vật
Vườn quốc gia có giá trị như là một danh thắng, hỗ trợ sinh thái cho các loài cá trong khu vực. Khí hậu ôn hòa và dòng biển ấm áp khiến cho thảm thực vật tại đây là bán nhiệt đới, trong đó có dương xỉ và các một số loại cây hiếm tìm thấy ở bất cứ nơi nào khác tại Nhật Bản.